# Zbaraski

Das Wappen Korybut der Zbaraski

Landbesitz der Zbaraski im 16.–17. Jahrhundert (rot)

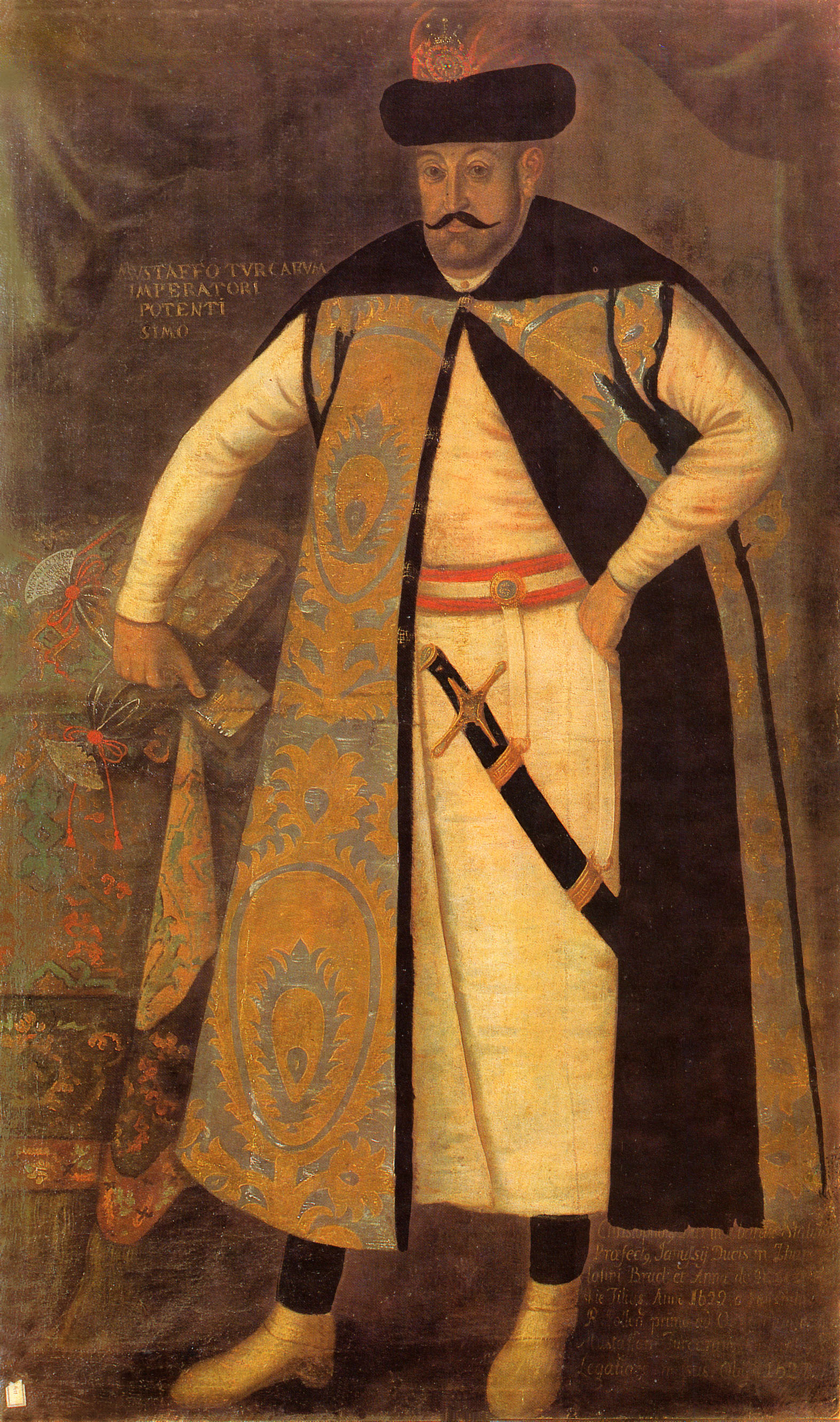
Portrait von Krzysztof Zbaraski (um 1610)

Zbaraski (weibliche Form Zbaraska, poln. Plural Zbarascy, ukrainisch Збаразькі) war ein polnisches Hochadelsgeschlecht.

## Geschichte
Das Geschlecht der Zbaraski ist ein seit Ende des 14. Jahrhunderts belegter, später in den Fürstenstand erhobener Zweig der Nieświcki, der ebenfalls in den Fürstenstand erhobenen früheren Herrscherfamilie von Njaswisch bei Minsk und ruthenischer Herkunft. Traditionell wird ihre Herkunft auf den litauischen Großfürsten Gediminas zurückgeführt, jedoch beweist eine DNA-Studie aus 2013, dass sie von dem Geschlecht der Rurikiden abstammen – den Begründern der Kiewer Rus.
Das Adelsgeschlecht der Zbaraski besaß zur Zeit der Adelsrepublik Polen-Litauen zahlreiche Güter in Wolhynien und wurde nach der wolhynischen Stadt Sbarasch benannt.
Bekannt wurde der von Samuel Twardowski (ca. 1595/1600–1661) in einem Gedicht besungene knapp zweijährige Aufenthalt der Legation des Kronstallmeisters Krzysztof Zbaraski in Konstantinopel (1622–1624). Dieser zahlte 30.000 Taler, um die polnischen Gefangenen, die die Osmanen in der Schlacht von Cecora am Prut 1620 gemacht hatten, freizukaufen. Seine Reise war Anlass für eine vorübergehende polnisch-türkische Annäherung. Er erbaute gemeinsam mit Jerzy Zbaraski das Schloss Sbarasch (ukrainisch: Збаразький замок) bei Ternopil.

## Namensträger (Auswahl)
- Knjas Michał Zbaraski Wiśniowiecki, gest. 1516, oder 1517, Stammvater des Geschlechts Wiśniowiecki
- Fürst Janusz Zbaraski, regierte 1574 bis 1608, war Wojewode von Bracław, Reiterbefehlshaber im Kampf gegen Russen (in der Schlacht bei Toropez 1580), Tataren (1577–78, 1589–91) und Türken (1596).
- Jerzy Zbaraski, regierte 1608 bis 1631, Kastellan von Krakau, versuchte 1619 als Oppositionsführer, das Eingreifen des polnischen Königs auf der Seite der Habsburger im Böhmischen Aufstand zu verhindern.[3]
- Krzysztof Zbaraski (1579–1627), polnischer Kronstallmeister, Gesandter in Konstantinopel
- Fürst Stefan Zbaraski (1518–1585), Wojewode von Troki